# Cantharis flavilabris
Cantharis flavilabris is een keversoort uit de familie soldaatjes (Cantharidae).

## Uiterlijke kenmerken
Cantharis flavilabris is vijf tot zeven millimeter lang. Het mannetje is slanker dan het vrouwtje. De kop is oranjerood aan de voorzijde en zwart aan de achterzijde. De antennes zijn zwart met een geelrode basis. Het scutellum (schildje) en de dekschilden (elytra) zijn volledig zwart. De onderzijde van het lichaam is zwart en de bovenzijde van het achterlijf onder de vleugels oranjerood.
De kleurtekening is bij deze kever zeer variabel. Het halsschild (pronotum) is oranjerood, oranjerood met zwart of geheel zwart. Dieren met een roodgeel halsschild hebben meestal geheel gele poten, terwijl bij exemplaren met een zwart of deels zwart halsschild de tibia en soms het dijbeen donker gekleurd is.

### Gelijkende soorten
Exemplaren met een oranjerood halsschild lijken sterk op C. nigra. Deze laatste heeft echter een oranjerood scutellum, soms met een donkere punt. De onderzijde van deze kever is overwegend oranjerood en beide geslachten zijn slanker dan het vrouwtje van C. flavilabris.
Exemplaren met een donker halsschild lijken op C. paludosa. Deze kever heeft echter deels of geheel zwarte poten en antennes en ronde achterhoeken op het halsschild.
C. flavilabris kan ook worden verward met C. lateralis. Deze heeft echter een zwarte of bruine band op de achterpoten en grijze, dicht behaarde dekschilden.
C. pellucida is relatief eenvoudig te onderscheiden door het grotere formaat (11 tot 14 millimeter) en meer zwart op de poten.

## Verspreiding en leefwijze
Cantharis flavilabris is inheems in Centraal- en Oost-Europa. Hij leeft in diverse habitats. De volwassen kevers zijn van half mei tot eind juli actief. Ze vliegen moeizaam en zijn vrij eenvoudig te vangen. Zowel de volwassen kevers als de larven voeden zich met kleine ongewervelden.